# منتخب بنما لكرة السلة
منتخب بنما الوطني لكرة السلة (بالإسبانية: Selección de baloncesto de Panamá) هو ممثل بنما الرسمي في المنافسات الدولية في كرة السلة .